# 阿伯拉哈

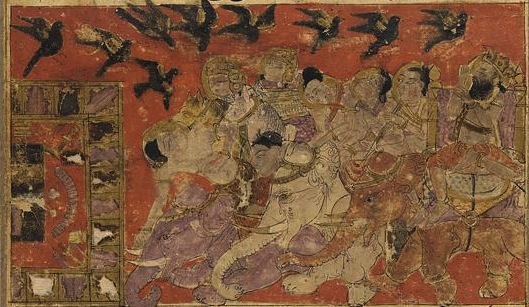
阿伯拉哈在天房外被飞鸟（阿巴比尔）投石块，《巴勒阿米史》14世纪抄本中的细密画插画

阿伯拉哈（？—570年），西元5世紀的阿克蘇姆王國將軍，率領軍隊攻下南阿拉伯(今日葉門)後成為當地總督，后自称希木叶尔王，他是該國歷史文獻上在位最長的領主，曾大力擴充軍力，並於在位期間攻打聖城麥加，不過因為所屬軍隊多染天花惡疾，未能攻下麥加，这个事件在伊斯兰教传统中被称为象军。